# Paramathes perigrapha
Paramathes perigrapha là một loài bướm đêm trong họ Noctuidae.